# Justas Nugaras
Justas Nugaras (*  1985) ist ein litauischer  Politiker und Vizeminister für Bildung und Wissenschaft.

## Leben
Nach dem Abitur 2004 an der Simonas-Daukantas-Mittelschule in Kaunas-Gričiupis absolvierte Justas Nugaras von 2004 bis 2008 das Bachelorstudium Management und Logistik, von 2008 bis 2010 das Masterstudium Internationales Management und von 2010 bis 2015 promovierte an der Technischen Universität Vilnius in der litauischen Hauptstadt Vilnius. Von 2014 bis 2016 war er Prodekan für Entwicklung an der Fakultät für Creative Industries und von 2020 bis 2022 lehrte als Lektor. Von 2017 bis 2022 leitete er als Dekan das Institut von Antanas Gustaitis der Technischen Universität. Von 2022 bis 2023 war er Berater am Verkehrsministerium Litauens. Seit August 2023 ist er Vizeminister für Bildung und Wissenschaft, Stellvertreter des Ministers im Kabinett Šimonytė, geleitet von Ingrida Šimonytė.